# Trichomma occisor
Trichomma occisor är en stekelart som beskrevs av Heinrich Habermehl 1909.
Trichomma occisor ingår i släktet Trichomma och familjen brokparasitsteklar. Utöver nominatformen finns också underarten T. o. iwatai.